# Institución Educativa Emblemática Mercedes Cabello de Carbonera
La Institución Educativa Mercedes Cabello de Carbonera es un colegio nacional de mujeres situado en Rímac, Lima, Perú. Fue fundada en 1948, con sede originalmente en el centro de Lima, y lleva el nombre de la célebre escritora peruana Mercedes Cabello de Carbonera. Tuvo sucesivamente las denominaciones de Gran Unidad Escolar (GUE) y Colegio Nacional de Mujeres (CNM); actualmente tiene la categoría de Institución Educativa Emblemática y alberga a cerca de 1900 alumnas en la modalidad de secundaria, en jornada escolar completa (JEC).

## Historia

### Fundación

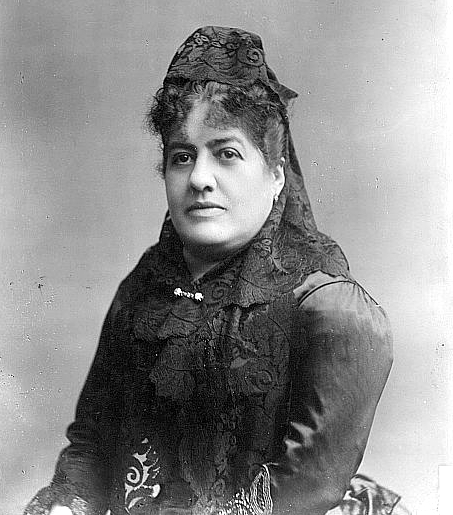
Mercedes Cabello de Carbonera, escritora peruana (1845-1909).

Durante el gobierno del general Manuel A. Odría (1948-1956), se puso en práctica un vasto plan de apoyo a la educación pública, uno de cuyos aspectos más vistosos fue la construcción de modernos y amplios locales escolares, y la ampliación e implementación de otros ya existentes, que fueron denominados Grandes Unidades Escolares. Un antiguo edificio colonial limeño (que fuera colegio dominico, iglesia y convento), situado cerca de la sede del Congreso de la República del Perú, fue habilitado para acoger a una de esas grandes unidades escolares, que fue bautizada con el nombre de Mercedes Cabello de Carbonera. Inició sus funciones en 1949.

### Primera sede (Barrios Altos)
En la época colonial, el edificio primigenio fue sede del Colegio Santo Tomás de la Santísima Trinidad, fundado en 1645 como centro de enseñanza de los frailes dominicos. La iglesia y el convento se edificaron  gracias a la donación sustanciosa que hizo un rico vecino de Potosí, de nombre Andrés Cinteros, que permitió además el sostenimiento del culto, pago de cátedras y alimentación de los estudiantes. Dada la magnitud de esta obra, fue construida por etapas entre 1663 y 1670. Diseñado por fray Diego Maroto, constituye un buen ejemplo de arquitectura barroca dentro del conjunto de las iglesias menores de Lima. El conjunto arquitectónico destacó por su solidez y su suntuosidad. Con el advenimiento de la República, fue suprimido el Colegio y en su lugar se habilitó un mercado de abastos, que funcionó hasta mediados del siglo XIX, cuando se creó un mercado más amplio y moderno, sobre parte de los terrenos del cercano Convento de la Concepción.
Luego, el local de antiguo colegio dominico sirvió como cárcel de mujeres, con el nombre de Cárcel de Santo Tomás, donde fueron encarceladas algunas personas famosas como Norka Rouskaya, hasta poco antes de convertirse en sede del colegio de mujeres Mercedes Cabello. Los altares de la Iglesia fueron entonces trasladados a la Iglesia de Nuestra Señora de las Mercedes de Lima (1952). El edificio fue restaurado según su planta antigua por el arquitecto e historiador Emilio Harth-Terré, quien sostiene que el doble claustro del antiguo colegio colonial—uno cuadrado y el otro circular— es único en América del Sur y que en la misma España esa planimetría es bien singular. Al centro del claustro circular se mantiene una pila de piedra. La iglesia tiene una nave con capillas hornacinas, presbiterio profundo y cúpula sobre el crucero. La biblioteca está conformada por espacio de planta elíptica y octogonal.
Al inaugurarse el Mercedes Cabello, los dos claustros fueron habilitados como patios de colegio y la iglesia como auditorio.

### Trayectoria
Desde su fundación, el Mercedes Cabello ha tenido un rol protagónico en el desarrollo de la educación pública del Perú y ha logrado innumerables premios en diferentes disciplinas, especialmente deportivas.
Por su trayectoria fue categorizado como Colegio Emblemático, junto con otras antiguas Grandes Unidades Escolares, y como tal, fue incluido en el «Programa Nacional de Recuperación de las Instituciones Públicas Educativas Emblemáticas y Centenarias» iniciado por el segundo gobierno del presidente Alan García por decreto de urgencia dado en enero del 2009.
Pero debido a que ocupaba un monumento histórico situado en el área intangible del Centro Histórico de Lima, se optó, previa consulta con los padres de familia, alumnos y docentes, trasladar el plantel a una sede más amplia y segura.

### Nueva sede (Rímac)
El lugar elegido para la nueva sede del Mercedes Cabello se halla en la segunda cuadra de la avenida Túpac Amaru, en el distrito del Rímac y al sur de la Universidad Nacional de Ingeniería. El proyecto fue encomendado a la Universidad de San Martín de Porres.
Los trabajos de construcción empezaron en el 2010, erigiéndose un moderno centro educativo, en un área de 14.000 m², con capacidad para albergar a más de 2000 alumnas, con auditorio, biblioteca, piscina, centros deportivos, área de ejercicio cerrada con máquinas, aulas inteligentes y talleres. El 24 de julio de 2011, el presidente Alan García inspeccionó personalmente las obras y anunció que la antigua sede del colegio en Barrios Altos sería habilitada para albergar al Ministerio de Cultura.